# Рыцарский замок (фильм)
«Рыцарский замок» — советский художественный фильм режиссёра Сергея Тарасова, снятый на киностудии «Мосфильм» при участии киностудии «Жанр» по исторической повести А. Бестужева-Марлинского «Замок Нейгаузен» в 1990 году. Премьера фильма состоялась в мае 1991 года.

## Сюжет
Действие происходит в XIV веке. В фильме показана эпоха противостояния Ливонского ордена и Руси. Во время приграничной стычки новгородский сотник Всеслав попадает в плен к благородному рыцарю Ромуальду фон Нордеку, и в его замке Нейгаузен ожидает обмен военнопленными. Хозяева относятся к пленному как к гостю. Вскоре замок навещает далеко не столь благородный рыцарь Эвальд фон Мей, положивший глаз на жену Ромуальда Эмму. Мечтая завладеть и замком, и его хозяйкой, Эвальд похищает Эмму. Благородный Всеслав в ответ на гостеприимство Ромуальда помогает ему спасти Эмму. Однако проходит время, и Всеслав с Ромуальдом снова встречаются друг с другом на поле боя.

## В ролях
- Александр Кознов — Всеслав
- Ольга Кабо — Эмма, жена Ромуальда
- Денис Трушко — Ромуальд фон Нордек
- Евгений Парамонов — Эвальд фон Мей
- Борис Химичев — Зигфрид фон Мей
- Александр Иншаков — Конрад
- Лидия Аннаева — Анна
- Алексей Панькин — Андрей
- Юрий Слободенюк — Павел
- Сергей Нечаев — Саттар
- Сергей Тарасов — Манфред Вольф
- Алексей Колесник — Ганс
- Евгений Дегтяренко — Рихард

## Создатели фильма
- Автор сценария и режиссёр-постановщик: Сергей Тарасов
- Оператор-постановщик: Григорий Беленький
- Композитор: Игорь Кантюков
- Постановщик трюков: Александр Иншаков